# Леон, Хосе (футболист)
Хосе́ Лео́н Берна́ль (исп. José León Bernal; род. 3 февраля 1995 года, Мадрид, Испания) — испанский футболист, защитник клуба «Тенерифе».

## Карьера
Хосе Леон Берналь является воспитанником «Реал Мадрид». За третью команду дебютировал в матче против футбольного клуба «Реал Унион». За вторую команду дебютировал в матче против «Кордовы». Свой первый гол забил в ворота «Менсахеро». 6 февраля 2016 года порвал крестообразную связку и выбыл на 298 дней. 31 августа 2016 года был отправлен в аренду в «Культураль Леонеса». За клуб дебютировал в матче против «Реал Вальядолид B». Сыграв 6 матчей за «Культураль Леонеса», 20 февраля получил неизвестное повреждение и выбыл до конца сезона. Всего за вторую и третью команду Реала сыграл 59 матчей, где забил 2 мяча.
25 августа 2019 года перешёл в «Райо Вальекано», а 22 февраля 2019 года был отправлен в аренду в «АФК Эскильстуна». За клуб дебютировал в матче против «Гётеборга». Всего за клуб сыграл в 15 матчах.
30 августа 2019 года перешёл в «Фуэнлабрада». За клуб дебютировал в матче против «Нумансии». Всего за клуб сыграл 21 матч, где получил две жёлтых карточки.
20 сентября 2020 года перешёл в «Алькоркон». За клуб дебютировал в матче против «Мальорки». Свой первый гол забил в ворота «Картахены». Всего за клуб сыграл 38 матчей, где забил два мяча.
1 июля 2021 года перешёл в «Тенерифе». За клуб дебютировал в матче против «Фуэнлабрады». Свой первый гол забил в ворота «Лас-Пальмаса». Из-за мышечной травмы пропустил три недели.
Играл за сборную Испании до 19 лет.

## Достижения
«Культураль Леонеса»
- Победитель Сегунда Дивизион B: 2016/17

АФК Эскильстуна
- Финалист Кубка Швеции: 2018/19